# Silnice II/359
Silnice II/359 je silnice II. třídy, která vede z Litomyšle do Zderaze. Vede obcemi Dolní Újezd, Budislav a Proseč. Měří 22 km. Prochází jedním krajem a dvěma okresy.

## Vedení silnice

### Pardubický kraj, okres Svitavy
- Litomyšl (křiž. II/360, III/3591)
- Osík (křiž. III/3592, III/3593)
- Dolní Újezd (křiž. III/3594, III/3595, III/36019, III/36028)
- Desná (křiž. III/3596)
- Poříčí u Litomyšle (křiž. III/3598)
- Budislav (křiž. III/35911)

### Pardubický kraj, okres Chrudim
- Proseč (peáž s II/357, křiž. II/357, III/3542)
- Zderaz (křiž. II/358)